# Bryan Carrasco
Bryan Paul Carrasco Santos (San Miguel, Región Metropolitana de Santiago, Chile, 31 de enero de 1991) es un futbolista chileno que se desempeña como volante, lateral o extremo por la banda derecha y actualmente es jugador de Palestino de la Primera División de Chile.

## Trayectoria
Nacido en Santiago, y criado en la población José María Caro, Carrasco se unió a las divisiones inferiores de Audax Italiano.
Carrasco hizo su debut con el equipo de Audax en la Primera división a los 18 años, contra Huachipato el 18 de septiembre de 2009 en un empate 2-2 en el Estadio Municipal de Concepción. En el mismo año, sólo jugó tres partidos durante el torneo.
Sus primeros goles en el club los anotó en un doblete en la victoria 3-1 sobre Universidad de Concepción en el Estadio Bicentenario de La Florida para la Primera A del torneo de 2010. En el mismo juego, fue elegido el mejor jugador del partido de acuerdo a los comentaristas del CDF.
A comienzos del Torneo de Apertura 2012, se confirma por parte de Udinese Calcio de la Serie A de Italia la negociación con Audax Italiano el préstamo del jugador, con un derecho preferente para la compra futura de su pase, no obstante se señala que Bryan seguirá jugando en el intertanto en su club de origen, hasta el final de la temporada 2011-2012.
Finalmente en junio de 2012 Udinese Calcio señala que no hará efectiva la compra del jugador, quién asume continuar jugando en su club Audax Italiano, pero sorpresivamente en agosto de 2012 surge una nueva posibilidad de partir Europa, esta vez incorporándose a la liga croata, en el reconocido Dinamo Zagreb, equipo clasificado para disputar precisamente la fase de grupos de la Liga de Campeones de la UEFA 2012-13.
Para el Torneo de Transición 2013, vuelve a Chile, específicamente a Audax Italiano, club que lo formó.
En el Torneo de Transición 2017 del fútbol chileno el Velociraptor fue el goleador del campeonato con 10 tantos, como anécdota nueve fueron de penal y el restante fue de tiro libre.

### Palestino
En noviembre del 2019, el futbolista termina su vínculo con el Tiburones Rojos de Veracruz a causa de un semestre completo sin recibir remuneracionesy ficha en el Club Deportivo Palestino de la Primera División.

## Selección nacional

### Selección Sub-19
En enero de 2011, fue Nominado por César Vaccia para jugar Sudamericano 2011 Juvenil en el Perú con el equipo nacional Sub-20 Chileno. Carrasco debutó como titular para el equipo nacional de la juventud contra el Perú en una victoria por 2-0 en el Estadio Monumental. Los comentaristas de Canal 13  destacaron la participación de Carrasco durante el partido. En el grupo final de la Sudamericana Juvenil de la FIFA, Carrasco anotó el gol de empate 1-1 de Chile contra Brasil en el minuto 19, sin embargo Chile Perdió 5-1. En el siguiente partido, marcó su segundo gol en el Torneo en la Derrota de Chile 3-2 frente a Argentina, y marcó su 3 Gol en la Competición Frente a Colombia, fue el 3-1 que fue el Resultado Final. En el último encuentro del certamen, el jugador realizó una autoagresión, con el fin de simular una infracción. Este hecho llamó la atención de los medios de comunicación, entre ellos, el periódico Marca, el portal portugués Maisfútbol, denominó la acción como la «Auto-agresión más original de siempre».

#### Participaciones en Sudamericanos
| Torneo                      | Sede | Resultado    | Partidos | Goles |
| --------------------------- | ---- | ------------ | -------- | ----- |
| Sudamericano Sub-20 de 2011 | Perú | Quinto lugar | 9        | 3     |

| Selección chilena | Selección chilena | Selección chilena |
| Año               | Partidos          | Goles             |
| ----------------- | ----------------- | ----------------- |
| 2012              | 3                 | 1                 |
| 2015              | 1                 | 0                 |
| Total             | 4                 | 1                 |

## Estadísticas
Actualizado al último partido disputado el 8 de agosto de 2025. Resaltan las temporadas en calidad de cedido.
| Club                     | Div           | Temporada     | Liga  | Liga  | Liga   | Copas nacionales | Copas nacionales | Copas nacionales | Torneos internacionales | Torneos internacionales | Torneos internacionales | Total | Total | Total  |
| Club                     | Div           | Temporada     | Part. | Goles | Asist. | Part.            | Goles            | Asist.           | Part.                   | Goles                   | Asist.                  | Part. | Goles | Asist. |
| ------------------------ | ------------- | ------------- | ----- | ----- | ------ | ---------------- | ---------------- | ---------------- | ----------------------- | ----------------------- | ----------------------- | ----- | ----- | ------ |
| Audax Italiano · Chile   | 1.ª           | 2009          | 3     | 0     | 0      | —                | —                | —                | —                       | —                       | —                       | 3     | 0     | 0      |
| Audax Italiano · Chile   | 1.ª           | 2010          | 9     | 2     | 1      | —                | —                | —                | —                       | —                       | —                       | 9     | 2     | 1      |
| Audax Italiano · Chile   | 1.ª           | 2011          | 23    | 1     | 7      | 5                | 1                | 2                | —                       | —                       | —                       | 28    | 2     | 9      |
| Audax Italiano · Chile   | 1.ª           | 2012          | 20    | 2     | 2      | 1                | 0                | 0                | —                       | —                       | —                       | 21    | 2     | 2      |
| Audax Italiano B · Chile | 3.ª           | 2012          | 2     | 0     | 0      | —                | —                | —                | —                       | —                       | —                       | 2     | 0     | 0      |
| Audax Italiano B · Chile | Total club    | Total club    | 2     | 0     | 0      | 0                | 0                | 0                | 0                       | 0                       | 0                       | 2     | 0     | 0      |
| Dinamo Zagreb · Croacia  | 1.ª           | 2012-13       | 3     | 0     | 0      | 2                | 0                | 0                | 2                       | 0                       | 0                       | 7     | 0     | 0      |
| Dinamo Zagreb · Croacia  | Total club    | Total club    | 3     | 0     | 0      | 2                | 0                | 0                | 2                       | 0                       | 0                       | 7     | 0     | 0      |
| Audax Italiano · Chile   | 1.ª           | 2013          | 13    | 2     | 3      | —                | —                | —                | —                       | —                       | —                       | 13    | 2     | 3      |
| Audax Italiano · Chile   | 1.ª           | 2013-14       | 32    | 7     | 1      | 5                | 1                | 1                | —                       | —                       | —                       | 37    | 8     | 2      |
| Audax Italiano · Chile   | 1.ª           | 2014-15       | 33    | 11    | 3      | 5                | 1                | 0                | —                       | —                       | —                       | 38    | 12    | 3      |
| Audax Italiano · Chile   | 1.ª           | 2015-16       | 11    | 0     | 2      | 1                | 0                | 0                | —                       | —                       | —                       | 12    | 0     | 2      |
| Audax Italiano · Chile   | 1.ª           | 2016-17       | 26    | 6     | 7      | 8                | 2                | 3                | —                       | —                       | —                       | 34    | 8     | 10     |
| Audax Italiano · Chile   | 1.ª           | 2017          | 15    | 10    | 4      | 4                | 2                | 2                | —                       | —                       | —                       | 19    | 12    | 6      |
| Audax Italiano · Chile   | 1.ª           | 2018          | 15    | 3     | 3      | —                | —                | —                | 2                       | 0                       | 0                       | 17    | 3     | 3      |
| Audax Italiano · Chile   | Total club    | Total club    | 200   | 44    | 33     | 29               | 7                | 8                | 2                       | 0                       | 0                       | 231   | 51    | 41     |
| Veracruz · México        | 1.ª           | 2018-19       | 31    | 5     | 3      | 8                | 1                | 2                | —                       | —                       | —                       | 39    | 6     | 5      |
| Veracruz · México        | 1.ª           | 2019-20       | 17    | 3     | 1      | 1                | 0                | 0                | —                       | —                       | —                       | 18    | 3     | 1      |
| Veracruz · México        | Total club    | Total club    | 48    | 8     | 4      | 9                | 1                | 2                | 0                       | 0                       | 0                       | 57    | 9     | 6      |
| Palestino · Chile        | 1.ª           | 2020          | 30    | 7     | 6      | —                | —                | —                | 4                       | 1                       | 0                       | 34    | 8     | 6      |
| Palestino · Chile        | 1.ª           | 2021          | 29    | 13    | 3      | 5                | 0                | 1                | 8                       | 1                       | 1                       | 42    | 14    | 5      |
| Palestino · Chile        | 1.ª           | 2022          | 27    | 7     | 3      | 2                | 0                | 0                | —                       | —                       | —                       | 29    | 7     | 3      |
| Palestino · Chile        | 1.ª           | 2023          | 30    | 5     | 3      | 2                | 0                | 0                | 7                       | 2                       | 2                       | 39    | 7     | 5      |
| Palestino · Chile        | 1.ª           | 2024          | 25    | 9     | 3      | 5                | 3                | 0                | 14                      | 2                       | 0                       | 44    | 14    | 3      |
| Palestino · Chile        | 1.ª           | 2025          | 18    | 4     | 3      | 4                | 1                | 0                | 9                       | 3                       | 1                       | 31    | 8     | 4      |
| Palestino · Chile        | Total club    | Total club    | 159   | 45    | 21     | 18               | 4                | 1                | 42                      | 9                       | 4                       | 219   | 58    | 26     |
| Total carrera            | Total carrera | Total carrera | 412   | 97    | 58     | 58               | 12               | 11               | 46                      | 9                       | 4                       | 516   | 118   | 73     |
| 1. 2. 3.                 |               |               |       |       |        |                  |                  |                  |                         |                         |                         |       |       |        |

## Palmarés

### Campeonatos nacionales
| Título                  | Club          | País    | Año     |
| ----------------------- | ------------- | ------- | ------- |
| Primera Liga de Croacia | Dinamo Zagreb | Croacia | 2012/13 |

### Distinciones individuales
| Distinción                                   | Año    |
| -------------------------------------------- | ------ |
| Mejor Volante derecho (Premios "El Gráfico") | 2017   |
| Goleador de Primera División de Chile        | 2017-T |